# Brenthis karafutonis
Brenthis karafutonis är en fjärilsart som beskrevs av Matsumura 1925. Brenthis karafutonis ingår i släktet Brenthis och familjen praktfjärilar. Inga underarter finns listade i Catalogue of Life.